# جیمی دایر
جیمی دایر (انگلیسی: Jimmy Dyer; ۲۴ اوت ۱۸۸۳ – Q1 1971 (aged 88)) بازیکن فوتبال اهل بریتانیا بود.
از باشگاه‌هایی که در آن بازی کرده‌است می‌توان به باشگاه فوتبال دونکستر راورز، باشگاه فوتبال منچستر یونایتد، و باشگاه فوتبال وستهام یونایتد اشاره کرد.